# Ilaria Latini
Ilaria Latini, née le 21 octobre 1971 à Rome, est une actrice italienne de doublage.

## Biographie
Son père est l'acteur Franco Latini. Elle est la sœur de l'actrice Laura Latini et de Fabrizio Vidale. Elle est connue pour être la voix du personnage Flora dans la série animée Winx Club. 